# 1. Fußball-Club Magdeburg 1989-1990
Questa voce raccoglie le informazioni riguardanti il 1. Fußball-Club Magdeburg nelle competizioni ufficiali della stagione 1989-1990.

## Stagione
Durante la stagione 1989-1990 il Magdeburgo tornò a lottare per il titolo guidando la classifica per buona parte del campionato, ma a causa di due sconfitte nelle ultime tre gare si fece sopravanzare dalla Dinamo Dresda e dal Karl-Marx-Stadt, quest'ultimo in grado di prevalere nello scontro diretto dell'ultima giornata.
In coppa nazionale il Magdeburgo superò tre turni prima di essere eliminati ai quarti di finale dai futuri finalisti della Dinamo Schwerin.

## Divise e sponsor
Le divise utilizzate a partire dal girone di ritorno sono prodotte dalla Puma e mostrano come sponsor ufficiale Computer Service Magdeburg.
| Casa | Trasferta | Trasferta |

## Rose
| N. |                         | Ruolo | Calciatore      |
| -- | ----------------------- | ----- | --------------- |
|    | Germania Est (bandiera) | P     | Dirk Heyne      |
|    | Germania Est (bandiera) | P     | Andreas Narr    |
|    | Germania Est (bandiera) | P     | Frank Pietruska |
|    | Germania Est (bandiera) | D     | Frank Cebulla   |
|    | Germania Est (bandiera) | D     | Sandy Enge      |
|    | Germania Est (bandiera) | D     | Dirk Grempler   |
|    | Germania Est (bandiera) | D     | Carsten Müller  |
|    | Germania Est (bandiera) | D     | René Schneider  |
|    | Germania Est (bandiera) | D     | Dirk Schuster   |
|    | Germania Est (bandiera) | D     | Dirk Stahmann   |
|    | Germania Est (bandiera) | C     | Timo Ehle       |
|    | Germania Est (bandiera) | C     | Jens Gerlach    |

| N. |                         | Ruolo | Calciatore         |
| -- | ----------------------- | ----- | ------------------ |
|    | Germania Est (bandiera) | C     | Peter Köhler       |
|    | Germania Est (bandiera) | C     | Andreas Kruse      |
|    | Germania Est (bandiera) | C     | Jens Landrath      |
|    | Germania Est (bandiera) | C     | Marco Lange        |
|    | Germania Est (bandiera) | C     | Niels Mackel       |
|    | Germania Est (bandiera) | C     | Stefan Minkwitz    |
|    | Germania Est (bandiera) | C     | Frank Siersleben   |
|    | Germania Est (bandiera) | C     | Wolfgang Steinbach |
|    | Germania Est (bandiera) | A     | Guido Krause       |
|    | Germania Est (bandiera) | A     | Heiko Laeßig       |
|    | Germania Est (bandiera) | A     | Uwe Rösler         |
|    | Germania Est (bandiera) | A     | Markus Wuckel      |

## Statistiche

### Andamento in campionato
| Giornata  | 1 | 2 | 3 | 4 | 5 | 6 | 7 | 8 | 9 | 10 | 11 | 12 | 13 | 14 | 15 | 16 | 17 | 18 | 19 | 20 | 21 | 22 | 23 | 24 | 25 | 26 |
| --------- | - | - | - | - | - | - | - | - | - | -- | -- | -- | -- | -- | -- | -- | -- | -- | -- | -- | -- | -- | -- | -- | -- | -- |
| Luogo     | T | C | T | C | T | C | T | C | T | C  | T  | C  | T  | T  | C  | T  | C  | T  | C  | T  | C  | C  | C  | T  | C  | T  |
| Risultato | V | V | P | V | V | V | N | V | V | P  | V  | V  | N  | P  | N  | V  | N  | N  | V  | V  | N  | N  | N  | P  | V  | P  |
| Posizione | 2 | 2 | 4 | 3 | 2 | 1 | 1 | 1 | 1 | 2  | 1  | 1  | 1  | 2  | 2  | 2  | 2  | 2  | 1  | 1  | 1  | 1  | 1  | 3  | 2  | 3  |

Fonte:  GDR » Oberliga 1989/1990 » Schedule, su worldfootball.net.
Legenda:

Luogo: C = Casa; T = Trasferta. Risultato: V = Vittoria; N = Pareggio; P = Sconfitta.